# العارضة (عارضة عباد)
العارضة هي بلدة تقع ضمن محافظة البلقاء، وبين مرتفعات السلط ومنخفضات الأغوار. ويبلغ عدد سكان البلدة نحو 24 الف. تحتوي البلدة على العديد من الأراضي الواسعة، والمراعي الخضراء، والهواء والبيئة النقيتان، وجميع مظاهر الطبيعة النقية. يعمل معظم سكان البلدة في الوظائف الحكومية، والبعض منهم يعمل في الزراعة وتربية الحيوانات، وأغلب سكان هذه المنطقة من قبيلة عباد (عبابيد العارضة) وهم المناصير (أهل العوجا)، الختالين،الياصجين، النعيمات، الغنانيم ،العرايضة، الحوارات، الرماضنة، المعادات، الحجاحجة، الصنابرة، الصوالحة.
الحياة في عارضة عباد:
تمتاز حياة أهل عارضة عباد بالبساطة والالتزام بالقيم والعادات والتقاليد الأصيلة. تشتهر القرية ب:
- الزراعة: تعتبر الزراعة من أهم مصادر الرزق لسكان القرية، حيث يزرعون مختلف أنواع المحاصيل الزراعية.
- تربية المواشي: يشتهر أهل القرية بتربية الأغنام والماعز، والتي تعتبر مصدراً للحليب واللحوم والألبان.
- الحرف اليدوية: تشتهر النساء في القرية بالحرف اليدوية مثل التطريز وصناعة السجاد والمنسوجات.
- العمارة التقليدية: تتميز المنازل في القرية بالعمارة التقليدية التي تعكس التراث والتاريخ العريق للقرية.

التراث الثقافي:
تتميز عارضة عباد بتراث ثقافي غني يشمل:
- الأزياء التقليدية: يرتدي أهل القرية الأزياء التقليدية التي تتميز بالزخارف والألوان الزاهية.
- الموسيقى والأغاني الشعبية: تشتهر القرية بالموسيقى والأغاني الشعبية التي تعبر عن حياتهم اليومية وعاداتهم وتقاليدهم.
- القصص والحكايات الشعبية: تحكي القصص والحكايات الشعبية عن تاريخ القرية وأساطيرها.
- المناسبات الاجتماعية: يحتفل أهل القرية بالمناسبات الاجتماعية المختلفة مثل الأعراس والموالد والأعياد.